# Priyakanta Laishram
Priyakanta Laishram (nascido em 7 de novembro de 1998) é um ator, diretor de cinema, produtor de cinema, roteirista e editor de cinema indiano da etnia Meitei de Infal, Manipur, que trabalha predominantemente em filmes de Manipur, conhecido por seus filmes socialmente relevantes e não convencionais. Ele é o primeiro cineasta a fazer o primeiro filme convencional de Manipur, Nordeste da Índia, tratando de relacionamentos entre pessoas do mesmo sexo, Oneness. Ele começou a fazer filmes infantis aos 9 anos usando um celular Nokia N70, pelo qual ganhou vários títulos, incluindo O Cineasta Mais Jovem 2009 da Nokia e Estrela em Ascensão de Manipur 2011 da Asian News International.
Alguns de seus trabalhos notáveis são Oneness, Amakpa Achumba, Up-Close With Priyakanta Laishram, Spaced Out – Panthung Di Kadaaida!, Who Said Boys Can't Wear Makeup?, Eina Khankhiba Natte e I am Special.

## Juventude e educação
Ele nasceu em 7 de novembro de 1998 no distrito de Imphal East, em Manipur. Seu pai, Harendra Laishram, é policial de Manipur e sua mãe, Jibanlata Laishram era uma atriz. Sua irmã mais velha, Caroline Laishram, é estilista.
Após uma batalha contra a esclerose lateral amiotrófica, sua mãe morreu em 2016. Aos 16 anos, ele se mudou para Chandigar para cursar o ensino médio. Ele então mudou para Mumbai para cursar bacharelado.
Na Universidade de Mumbai, Laishram obteve o título de Bacharel em Mídia de Massa com especialização em Publicidade. Ele também possui uma licenciatura em Sociologia pela Universidade Panjab de Chandigar. Atualmente, ele está matriculado na Universidade Amity, Noida, para fazer mestrado em Jornalismo e Comunicação de massa.

## Carreira

### 2007–2011: Cinema para celular
Priyakanta Laishram começou a fazer curtas-metragens aos 9 anos de idade usando um telefone celular, Nokia N70. Aos 11 anos, seu primeiro longa- metragem infantil, Lammuknarure foi lançado em 2009.
Mais tarde naquele ano, dirigiu mais dois filmes infantis, Achumbadi Amarni, rodado em Nokia N70 e Chan-Thoibi rodado em câmera Sony Cyber-shot. Ele recebeu reconhecimento como Estrela em Ascensão de Manipur pela Asian News International, O Cineasta Mais Jovem 2009 pela Nokia e Ícone Juvenil 2009 pela Mongba Hanba Magazine.

### 2015–presente: Filmes socialmente relevantes e não convencionais

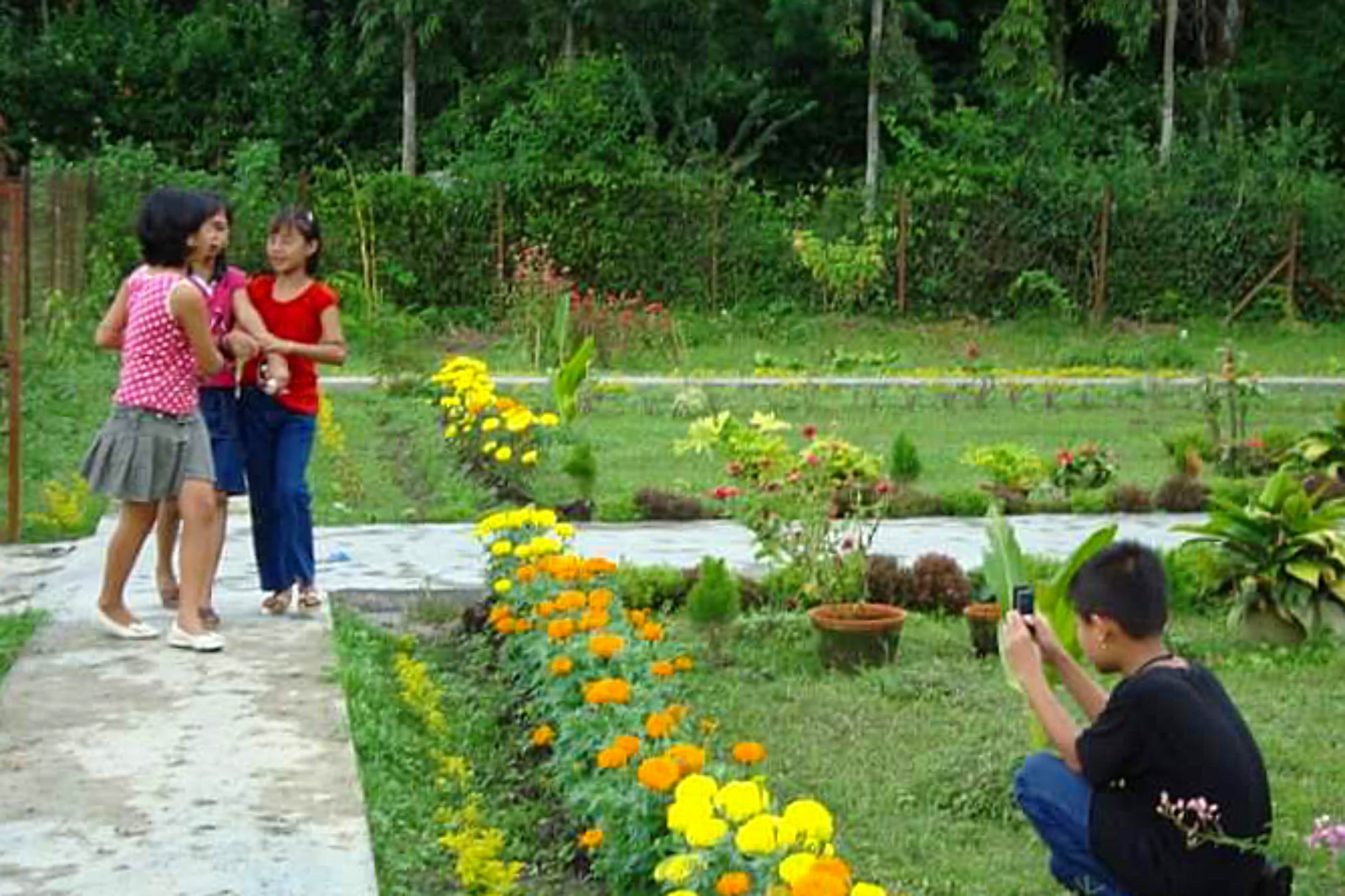
Laishram em 2007, aos 9 anos filmando seu curta-metragem no Nokia N70.

Laishram declarou o seguinte em uma entrevista ao Scroll.in sobre sua transição de fazer filmes para crianças em telefones celulares para filmes baseados em questões sociais:
"Minha jornada cinematográfica até agora teve duas fases. Eu tinha nove anos quando comecei a fazer filmes com um celular Nokia N70. Quando fiz esses filmes, eu era uma criança. Portanto, eles tiveram um filho mais forte. A segunda fase começou depois da minha crise de identidade sexual, assédio/abuso sexual, diagnóstico de ELA da mãe e sua morte, morando sozinho em Chandigar e Mumbai, explorando minha sexualidade, assumindo e o novo casamento do pai – muitos desses eventos que mudaram minha vida ocorreram entre a primeira e a segunda fase da minha jornada cinematográfica, e também descobri quem eu era.'
Desde a segunda etapa de sua carreira como cineasta, Laishram ganhou reconhecimento por chamar a atenção para questões sociais que são vergonhosas ou tabus. Seus filmes são conhecidos por focar em assuntos tabus como abuso infantil, estupro masculino, questões LGBTQ, neutralidade de gênero e ameaça de drogas.

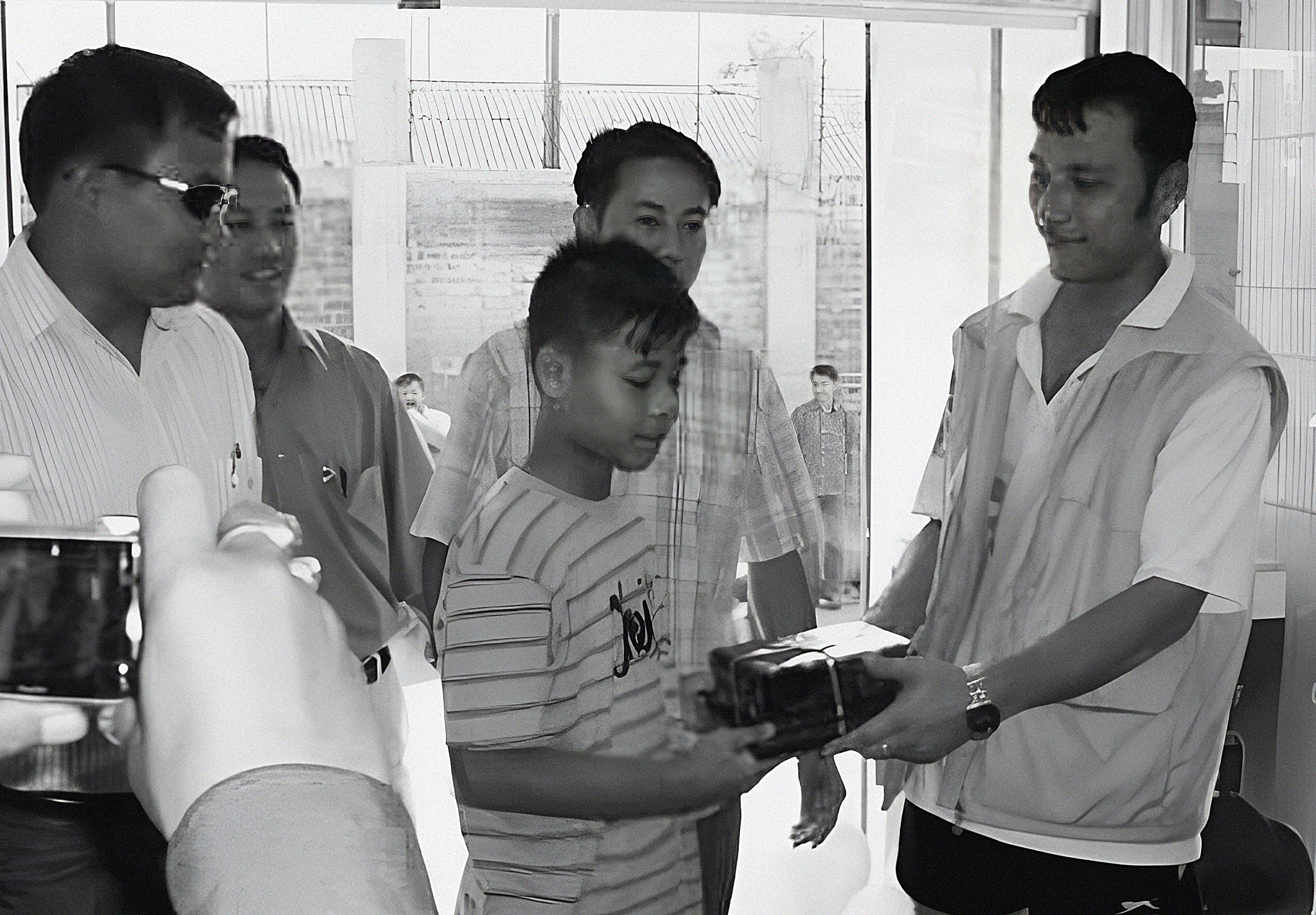
Laishram em 2009, aos 11 anos recebendo um prêmio Nokia do então oficial da IPS Thokchom Radheshyam.

Em 2015, ele escreveu, editou e dirigiu o filme Eina Khankhiba Natte, estrelado por Bishesh Huirem, a primeira indiana a representar a Índia no Miss International Queen 2016, e retrata a história de uma jovem transgênero chamada Sanathoi, que é privada de seus direitos básicos. Para o filme, Laishram foi destaque na Gaylaxy Magazine. O filme foi aclamado pela crítica em sua estreia, com os críticos aplaudindo a direção e a escrita de Laishram em particular. The Sangai Express escreveu: "A capacidade de Priyakanta Laishram de manter um roteiro e um diálogo simples e concisos sem se tornar didático na transmissão da mensagem pretendida é verdadeiramente louvável. É inegável que ele se destaca em suas habilidades de escrita e direção, como evidenciado por seu notável trabalho em este filme", enquanto E-Pao citou o filme como "Um dos filmes mais impactantes na visibilidade transgênero". Laishram ganhou Melhor Filme sobre Causa Social no Highland Independent Film Festival 2015, Melhor História e Melhor Cineasta por Uma Causa no Jalandhar Short Film Festival 2015. O filme foi o primeiro curta-metragem indiano a ser adaptado para o idioma tailandês e o primeiro curta-metragem do Nordeste da Índia a obter mais de um milhão de visualizações no YouTube.
I am Special, documentário-ficção que dirigiu, foi lançado em 2017. A narrativa verídica de seis pessoas com deficiência serviu de base para o filme.
No final do ano, ele participou do filme estrelado por Kangana Ranaut, The Bollywood Diva um videoclipe produzido por All India Bakchod e dirigido por Tanmay Bhat.
Seu filme de 2018 Who Said Boys Can't Wear Makeup? foi o primeiro filme indiano a lidar com moda neutra em termos de gênero e maquiagem masculina, pelo qual ganhou o Prêmio de Melhor Influenciador Multimídia no Lifestyle Young Influencer Awards 2018 em Mumbai. O filme estreou no St. Regis, Mumbai, em 2018. Além de meninos e homens que usam maquiagem e roupas de gênero neutro na vida real, Inder Bajwa (ex-top model), Thounaojam Strela Luwang, Bala Hijam, Nimrit Kaur Ahluwalia, Peden Ongmu Namgyal (Miss Diva Supranational 2017) e outros rostos renomados também foram apresentados no filme. Após o lançamento, o filme recebeu resposta positiva.
Seu próximo filme foi Amakpa Achumba em 2019. O filme era sobre um menino sobrevivente de estupro masculino e abuso sexual infantil. O filme também ficou conhecido por ser o primeiro filme do Nordeste da Índia a acentuar a verdade oculta sobre o estupro masculino. Laishram desempenhou o papel de um sobrevivente de agressão sexual no filme, o que lhe rendeu elogios da crítica por sua atuação. O filme recebeu ótimas críticas por seu tema, direção, diálogo e performances. Por sua interpretação como um sobrevivente de agressão sexual, Laishram ganhou o prêmio de Melhor Ator em Papel Principal no Symbiosis Allied Media Awards 2019, o Critics' Choice Award de Melhor Ator em Papel Principal no Short Motion Pictures National Wave Festival 2018, Melhor Ator em Papel Principal no World Freedom Film Festival 2018 e Melhor Ator em Filme - Drama no Jalandhar National Short Film Festival 2019, enquanto também ganhou Melhor Filme sobre Outras Questões Sociais no St. Leuven International Short Film Festival 2019, Prêmio de Filme Não Convencional no Human Rights Asian Film Festival 2019, Melhor Roteiro no Short Motion Pictures Wave National Festival 2019, Melhor Design de Som no World Freedom Film Festival 2018 como diretor, produtor, escritor e designer de som. O filme foi exibido em 33 festivais internacionais de cinema. Elogiando o desempenho de Laishram, The Sangai Express escreveu: "Ele tem um desempenho sólido como o sobrevivente de agressão sexual 'Thoithoiba' e traz à tona brilhantemente as nuances para entregar um ato convincente. Ele consegue espalhar sua marca por todo o filme".
Em 2020, seu talk show Up-Close With Priyakanta Laishram foi lançado em seu canal no YouTube, que levanta várias questões sociais, incluindo aquelas relativas a gênero e LGBTQ.
Em 2021, seu filme Spaced Out – Panthung Di Kadaaida baseado no tema abuso de drogas entre adolescentes foi lançado e aclamado pela crítica.
Seu longa-metragem de estreia em 2024, Oneness é o primeiro filme com temática gay de Manipur. O filme é baseado em uma trágica história real de um jovem gay de Manipur. Ao lado de Priyakanta, o filme é estrelado por Maya Choudhury, Suraj Ngashepam e Sachinker Sagolsem nos papéis principais. Os atores principais, Priyakanta e Suraj, são referidos como o primeiro casal gay de Manipur na tela por serem os primeiros atores de Manipur a interpretar papéis gays. O filme subiu nas listas dos três melhores filmes de Manipur da IMDb antes de seu lançamento oficial. O filme fez sua estreia mundial no KASHISH Pride Film Festival 2024, o maior festival de cinema queer do Sul da Ásia, em Mumbai, em 17 de maio de 2024, no Cinépolis. Elle (Índia) listou o filme como um dos oito primeiros, enquanto Mid-Day o nomeou um entre os 10 filmes para assistir no KASHISH 2024.

Laishram citou o seguinte ao discutir como toda a sua filmografia mostrou como ele cresceu:
"Todos os meus filmes testemunharam como cresci. Eles me deram a voz que nunca tive, a voz suprimida pelo público em geral e pela grande mídia, e me ajudaram a compreender melhor os outros e a mim mesmo. A responsabilidade que sinto como ser cineasta hoje me torna cada vez mais consciente das questões da sociedade, de quem sou como pessoa e do que preciso fazer como cineasta."

## Imagem pública e fora da tela
The Frontier Manipur descreve Priyakanta Laishram como "Uma joia escondida do cinema Manipuri", que quebra várias barreiras com sua mera perspectiva e muda a narrativa com seus roteiros instigantes. Ele é citado como o "Portador da Tocha do Manipur Queer Cinema" por Northeast Now, que também o chama de uma criatura rara que dominou a arte de usar o meio cinematográfico para expor irregularidades sociais e más práticas em uma indústria repleta de diretores da velha escola.
Além de seu trabalho cinematográfico, Laishram é conhecido por defender uma variedade de causas e questões sociais. Ele fez uma série de declarações sobre a situação de Manipur durante a violência de Manipur em 2023, num esforço para restaurar a paz e a normalidade. Questionou a ignorância e a apatia dos governos central e estadual em relação à terrível situação em Manipur. Noutra declaração, ele argumentou a ignorância e as opiniões preconceituosas das autoridades sobre a guerra horrível, concentrando-se apenas no vídeo viral de duas mulheres e ignorando outros crimes hediondos.
Laishram disse em uma entrevista ao Hindustan Times que os dois meses e meio de silêncio total do primeiro-ministro Narendra Modi e das celebridades de Bollywood é um tempo muito longo e que é realmente muito deprimente ver como nossa cultura e nação esperam consistentemente que alguns eventos terríveis aconteçam antes de tomar uma posição sobre algo, mesmo que isso signifique colocar em risco a vida de outras pessoas. Ele continuou, dizendo que é horrível como o governo e as principais indústrias cinematográficas sempre ignoram o que acontece no nordeste da Índia, mas respondem continuamente ao que acontece em outros países estrangeiros.
Em 2016, Laishram falou a favor da Comunidade LGBTQ, implorando pelo fim da Seção 377. Ele também apoia ativamente crianças com câncer por meio de trabalho voluntário.
Em 2023, ele fez uma declaração sobre as uniões do mesmo sexo na Índia, dizendo que o sistema legal precisava ser criado para proteger e melhorar os direitos humanos e promover a igualdade no casamento. Afirmou que a falta de reconhecimento legal do casamento entre pessoas do mesmo sexo nega benefícios sociais e aumenta o preconceito e a violência.
Em relação à proibição da atriz de Manipur, Soma Laishram, ele denunciou organizações e órgãos cívicos em Manipur por sua prática contínua de banir e cancelar atores por razões triviais. Ele falou sobre como a população em geral em Manipur vê os artistas como inferiores e os trata mal.
Laishram representou Manipur no Rainbow Lit Fest 2023 em Nova Deli.

## Filmografia
| Ano  | Título                            | Notas                                                                               |
| ---- | --------------------------------- | ----------------------------------------------------------------------------------- |
| 2009 | Lammuknarure                      | Um filme infantil rodado no celular Nokia N70.                                      |
| 2009 | Achumbadi Amarni                  | Seu segundo filme infantil rodado no celular Nokia N70.                             |
| 2009 | Chan-Thoibi                       | Um filme infantil rodado com uma câmera Sony Cyber-shot.                            |
| 2015 | Eina Khankhiba Natte              | Um filme sobre as questões dos transgêneros.                                        |
| 2017 | I am Special                      | Um filme de docuficção sobre pessoas com deficiência.                               |
| 2017 | The Bollywood Diva                | Um videoclipe de All India Bakchod.                                                 |
| 2018 | Who Said Boys Can't Wear Makeup?  | Primeiro filme indiano sobre moda neutra em termos de gênero e maquiagem masculina. |
| 2019 | Amakpa Achumba                    | Um filme sobre estupro masculino e abuso sexual infantil.                           |
| 2021 | Spaced Out – Panthung Di Kadaaida | Um filme sobre o abuso de substâncias entre adolescentes e suas circunstâncias.     |
| 2024 | Oneness                           | O primeiro filme de Manipur sobre relacionamento entre pessoas do mesmo sexo.       |

## Talk show
| Ano  | Título                            | Plataforma |
| ---- | --------------------------------- | ---------- |
| 2020 | Up-Close With Priyakanta Laishram | YouTube    |

## Honras
| Ano  | Título                                                       |
| ---- | ------------------------------------------------------------ |
| 2009 | O Cineasta Mais Jovem pela Nokia CNN Mobiles.                |
| 2009 | Ícone Juvenil pela Mongba Hanba Magazine.                    |
| 2011 | Estrela em Ascensão de Manipur por Asian News International. |